# Erik Fellows
Erik John Fellows (* 2. Oktober 1981 in Silver Spring, Maryland) ist ein US-amerikanisches Model mit italienischen und schwedischen Wurzeln. Er ist auch als Schauspieler tätig.

## Leben
Der im Jahr 1981 in Silver Spring im US-Bundesstaat Maryland geborene Fellows wuchs in seinem Heimatbundesstaat auf und besuchte dort auch die High School, wo er unter anderem im schuleigenen Basketballteam aktiv war. Dies war auch der weitere Karriereweg, den Fellows, dessen größter Traum es war in der NBA zu spielen, nach seiner High-School-Zeit bestreiten wollte. Als er sich jedoch eine Verletzung zuzog, platzte dieser Traum, was Fellows wiederum dazu veranlasste eine neue Tätigkeit für seine Zukunft zu suchen. Im Alter von 18 bzw. 19 Jahren kam er nach New York, nachdem ein Freund, der einen Agenten kannte, ihn darauf aufmerksam machte, dass er das richtige Aussehen für eine Modelkarriere hätte. Dies war schließlich auch der Beginn der Modelkarriere des jungen Fellows, der heute (Stand: Januar 2011) bei der kalifornischen Modelagentur Bleu Models engagiert ist und regelmäßig von verschiedenen bekannten Marken, Unternehmen usw. gebucht wird. Durch seine Modelkarriere fand er schließlich auch zur Schauspielerei, wobei er im Jahre 2006 seinen ersten nennenswerten Filmauftritt verzeichnen konnte, als er im Horrorfilm Mustang Sally an der Seite von Elizabeth Daily, Lindsey Labrum, Mark Parrish usw. zu sehen war.
Danach war Fellows, der Schauspielunterricht in Los Angeles und New York City genommen hat und zudem Privatunterricht von Howard Fine erhielt, in einer Reihe weiterer B-Movies zu sehen. Nachdem er im Jahre 2007 in einer Episode von CSI: NY eingesetzt worden war, waren dies unter anderem die Filme Monster Mountain (2008), Rounds (2008), Road to Moloch (2009) und American Cowslip (2009), wobei er in letztgenannten Film an der Seite von Schauspielgröße Val Kilmer zu sehen war. Im Jahre 2009 wurde er schließlich in den Cast der Langzeit-Seifenoper Zeit der Sehnsucht geholt und anfangs nur in wenigen Episoden eingesetzt. Danach folgte ein längeres Engagement von Fellows, der allerdings von den Machern der Serie keinen längerfristigen Vertrag angeboten bekam und den Cast im Jahre 2010 nach insgesamt 24 absolvierten Episoden wieder verließ. Danach folgte im gleichen Jahr noch ein Auftritt in einer Folge der Fernsehserie Navy CIS: L.A. sowie Engagements bei den beiden Filmen The Gift Horse und The List, die beide im Jahr 2011 erscheinen sollen.
Des Weiteren arbeitete Fellows in seiner bisherigen Karriere bereits eng mit einigen international bekannten Musikern zusammen, mit denen er unter anderem auch in einigen derer Musikvideos zu sehen war. So arbeitete er unter anderem mit der Band Buckcherry in deren Musikvideo zur Single Don't Go Away zusammen und war auch an der Seite von Jennifer Lopez im Video zu Me Haces Falta zu sehen. Weitere Engagements hatte er bei Lindsay Lohans Rumors, Didos Sand in My Shoes sowie in Katharine McPhee Love Story. Die Schauspieleragentur, bei der Fellows aktuell (Stand: Januar 2011) engagiert ist, ist das Abrams Artists Agency, das sowohl einen Sitz in Los Angeles als auch in New York City hat.

## Filmografie (Auswahl)
Film und Fernsehen
- 2006: Mustang Sally
- 2007: CSI: NY (1 Folge)
- 2008: Monster Mountain
- 2008: Rounds
- 2009: Road to Moloch
- 2009: American Cowslip
- 2009–2010: Zeit der Sehnsucht (24 Folgen)
- 2010: Navy CIS: L.A. (1 Folge)
- 2011: The Gift Horse
- 2011: The List
- 2020: Break Even Dash

Musikvideos
- Don't Go Away von Buckcherry
- Me Haces Falta von Jennifer Lopez
- Rumors von Lindsay Lohan
- Sand in My Shoes von Dido
- Love Story von Katharine McPhee